# Les Clefs

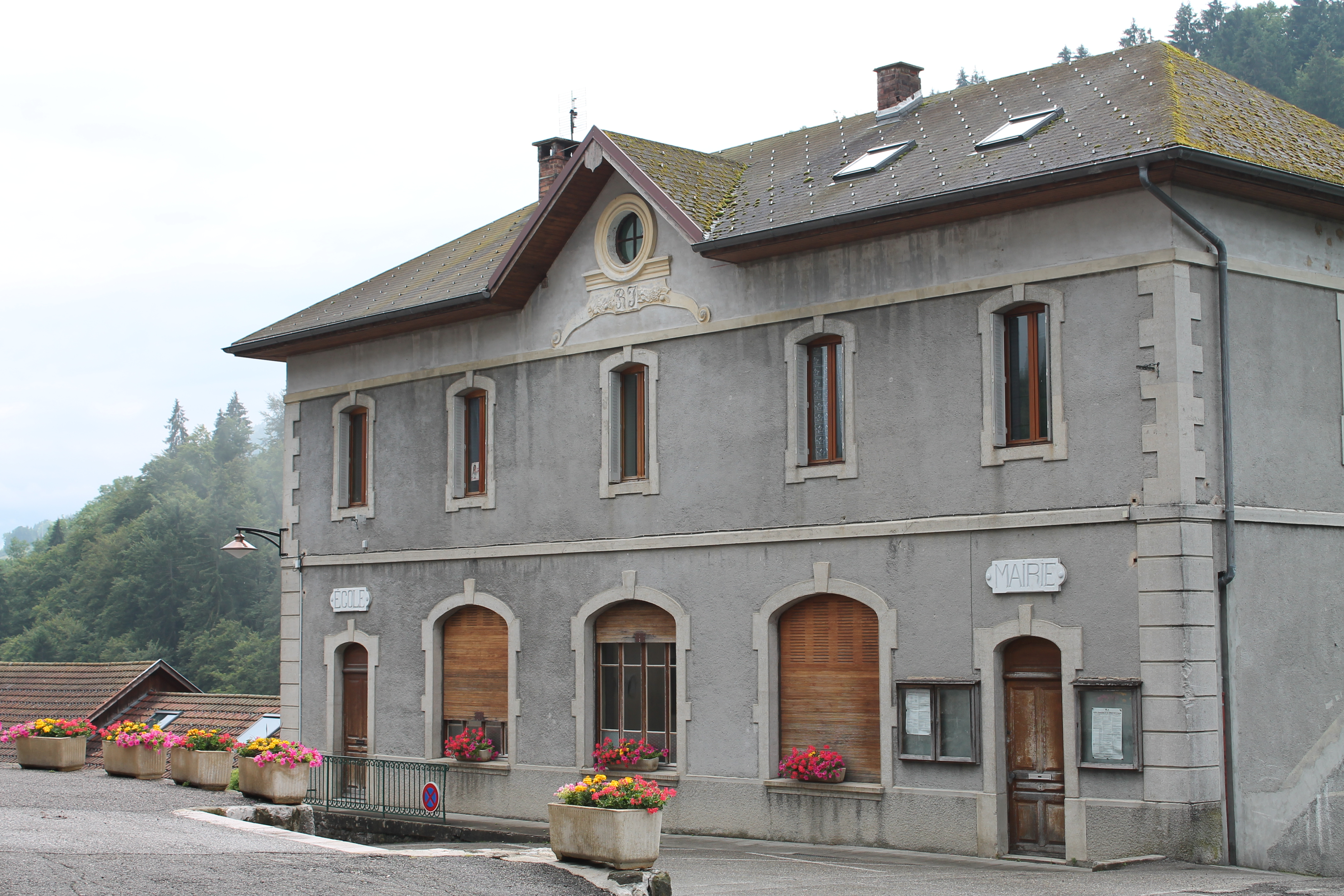
Gemeentehuis en schoolgebouw

Les Clefs is een gemeente in het Franse departement Haute-Savoie (regio Auvergne-Rhône-Alpes) en telt 472 inwoners (1999). De plaats maakt deel uit van het arrondissement Annecy.

## Geografie
De oppervlakte van Les Clefs bedraagt 18,4 km², de bevolkingsdichtheid is 25,7 inwoners per km².
De onderstaande kaart toont de ligging van Les Clefs met de belangrijkste infrastructuur en aangrenzende gemeenten.

## Demografie
Onderstaande figuur toont het verloop van het inwonertal (bron: INSEE-tellingen).